# Uomo con la lettera
L'Uomo con la lettera è un dipinto a olio su tavola (35x26 cm) di Hans Memling, databile al 1480 circa e conservato nella Galleria degli Uffizi a Firenze.

## Storia
L'opera, che è unanimemente attribuita al Memling dalla critica, proviene dalle collezioni Corsini ed ha stringenti affinità col Ritratto di Benedetto Portinari (1478-1479) e col Ritratto del medaglista Niccolò Spinelli, coi quali ha in comune anche lo sfondo paesaggistico, in contrasto con i fondali a tinta unita dei ritratti di Memling più antichi.
L'opera doveva trovarsi in Italia alla fine del Quattrocento o all'inizio del secolo successivo, come testimonia una copia di quell'epoca su tavola di pino di un artista italiano, oggi alla Petworth House nel West Sussex.
Nel 1971 l'opera fu trafugata da Palazzo Vecchio, dove si trovava all'epoca, assieme alla Madonna del solletico, per poi essere recuperata due anni dopo.

## Descrizione e stile
Il giovane uomo è ritratto di tre quarti, girato a destra, a mezzobusto, con gli occhi rivolti quasi allo spettatore, cosa rara in Memling. Non se ne conosce l'identità, ma non è escluso che fosse uno dei numerosi italiani presenti in quegli anni ad Anversa, spesso committenti di opere ai pittori locali.
L'uomo indossa una mantella nera e un berretto dello stesso colore, con una camicia bianca che sporge dal collo. Il volto è molto intenso, con un'attenzione millimetrica alla resa dei dettagli. I capelli sono ricci e cadenti sulle orecchie, gli occhi castani e grandi, con un taglio leggermente inclinato, il naso robusto e un po' incurvato, le labbra carnose, il mento sporgente. Tipico dell'area fiamminga è il dettaglio del parapetto su cui l'uomo poggia una mano che tiene una lettera, quasi a voler sfondare la barriera tra il dipinto e lo spettatore. Questa caratteristica venne ampiamente copiata dagli artisti italiani, come Andrea Mantegna, Giovanni Bellini e Pietro Perugino, per fare solo alcuni dei nomi più illustri.
Ai lati della figura si scorge un dolce paesaggio collinare che degrada facendo convergere le linee di forza sul volto del soggetto. A sinistra si vedono una strada, un boschetto a una collina con alberelli isolati, a destra un lago con altrettanti alberi e un castello. Gli oggetti più lontani appaiono sfumati dalla foschia, secondo le regole della prospettiva aerea. Il cielo schiarisce verso l'orizzonte, secondo modi ormai ampiamente consolidati, ed è venato da alcune nubi trasparenti.